# Jewgeni Jurjewitsch Lukin

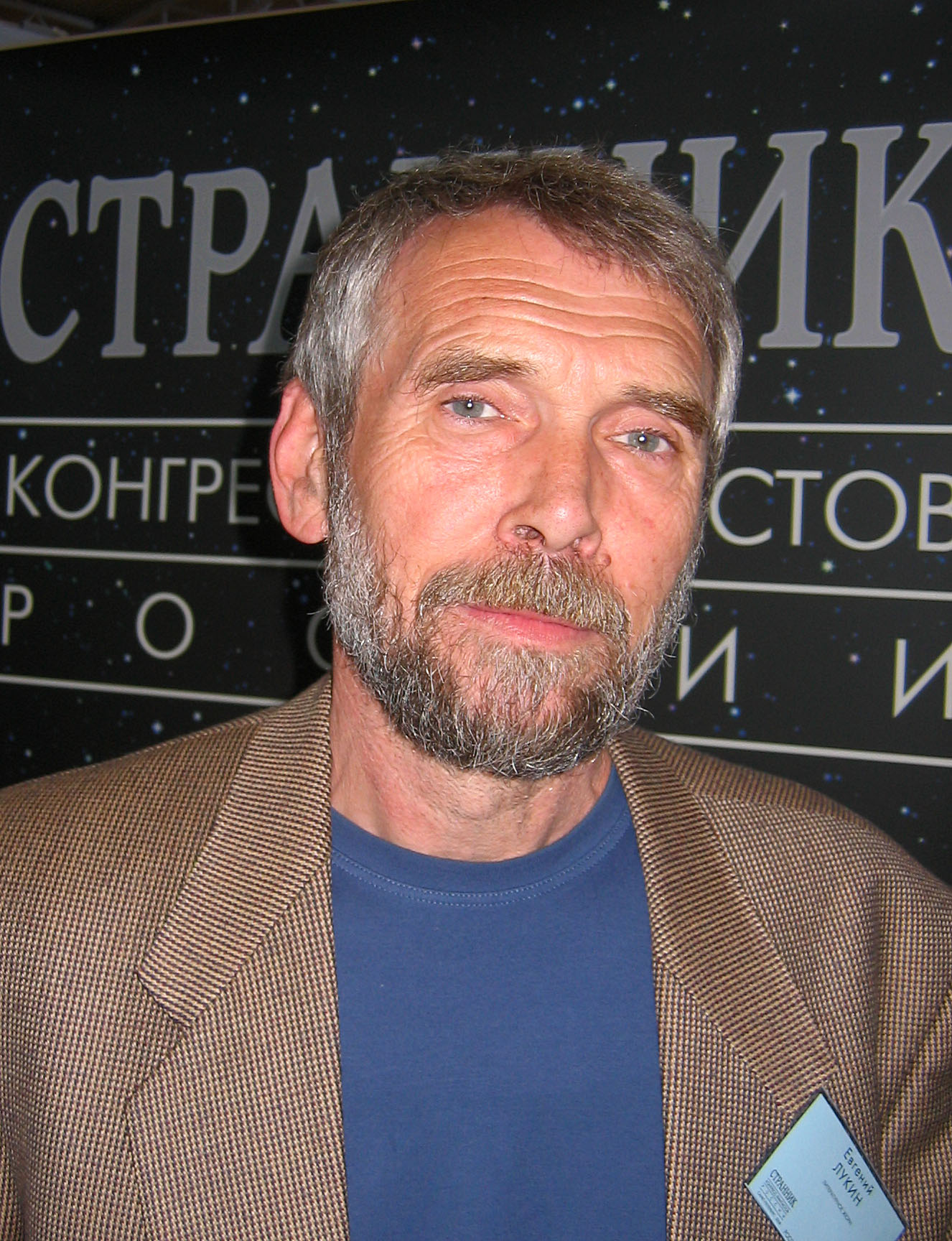
Jewgeni Lukin, 2008

Jewgeni Jurjewitsch Lukin (russisch Евге́ний Ю́рьевич Луки́н; * 5. März 1950 in Tschkalow, Sowjetunion) ist ein russischer Science-Fiction-Schriftsteller, Übersetzer und Philologe.

## Biografie
Seine Mutter war Theaterschauspielerin, sein Vater war Verdienter Künstler der  Turkmenischen SSR und mehrere Jahre Chefdirektor des Russischen Dramatheaters Aschgabat.
Jewgeni Lukin erhielt eine Ausbildung zum Philologen an der Fakultät für Geschichte und Philologie des Wolgograder Pädagogischen Instituts, wo er seine zukünftige Frau Ljubow Belonoschkina kennenlernte. 1972, nach ihrem Studienabschluss, heirateten sie. Für kurze Zeit (1972–1973) arbeitete er als Lehrer an einer Dorfschule im Bezirk Kamyschinski in der Oblast Wolgograd. Danach diente er bei der sowjetischen Armee in der Nähe von Taschkent. Nach der Demobilisierung kehrte er mit seiner Frau nach Wolgograd zurück, wo 1974 ihr Sohn Juri geboren wurde.
Gemeinsam mit seiner Frau begann er, fantastische Geschichten zu schreiben. Im Jahr 1981 wird die Erzählung „Ferien und der Fotograf“ (Каникулы и фотограф) in der Zeitung „Wolgograd am Abend“ (Вечерний Волгоград) veröffentlicht. Seitdem werden die Lukins regelmäßig in Zeitungen, Zeitschriften und Sammlungen veröffentlicht, darunter „Wissen ist Macht“ (Знание — сила), „Rund um die Welt“ (Вокруг света), „Sowjetische Fantastik“ (Советская фантастика) und andere. Die Werke von Lukins wurden in verschiedene Sprachen übersetzt.
Im Jahr 1990 erschien ihr erstes Buch in Frankreich. 1992 wurde das Autorenduo in den Schriftstellerverband der UdSSR aufgenommen. Wenig später starb Ljubow Lukina. Seit 1993 schreibt Jewgeni Lukin alleine.
In der Folge widmet sich Jewgeni Lukin vermehrt der Romankunst. Sein Roman „Unter dem Räubermond“ (Разбойничья злая луна) wurde von Erik Simon ins Deutsche übersetzt. Zudem veröffentlicht er Gedichte in verschiedenen Sammlungen, darunter „Porzellanrede“ (Фарфоровая речь) und „Teufelseule“ (Чёртова сова). Darüber hinaus produziert er Alben mit eigenen Liedern und übersetzt internationale Science-Fiction-Autoren wie Piers Anthony und Barbara Hambly.

## Auszeichnungen
- 1986 Welikoje-Kolzo-Preis zusammen mit Ljubow Lukina
- 1990 Welikoje-Kolzo-Preis zusammen mit Ljubow Lukina
- 1991 Welikoje-Kolzo-Preis zusammen mit Ljubow Lukina
- 1992 Welikoje-Kolzo-Preis zusammen mit Ljubow Lukina
- 1999 Swjosdnij most
- 1999 Bronsowaja ulitka
- 1999 ABS-Preis
- 2000 Swjosdnij most
- 2000 Solotoj teljonok
- 2002 Aelita-Preis
- 2004 Swjosdnij most
- 2004 InterPressKon[4]
- 2005 ABS-Preis
- 2008 Portal
- 2009 Portal
- 2011 Medaille des Ordens „Für Verdienste um das Vaterland“ II. Klasse für „Verdienste in der Entwicklung der nationalen Kultur und Kunst sowie für langjährige, produktive Tätigkeit“[5][6]
- 2017 InterPressKon
- 2020 RosKon[7]

## Werke
- Die Missionare (Миссионеры), zusammen mit Ljubow Lukina, 1989
- Wenn Engel zurückweichen (Когда отступают ангелы) zusammen mit Ljubow Lukina, 1990
- Wir rollten eure Sonne (Катали мы ваше солнце), 1998
- Zone der Gerechtigkeit (Зона справедливости), 1998
- Unter dem Räubermond (Разбойничья злая луна), 1997
- Die rote Aura des Proto-Parteiorganisators (Алая аура протопарторга), 1999
- Androiden kennen keine Scham (Андроиды срама не имут), 2011